# Point-Alpha-Preis

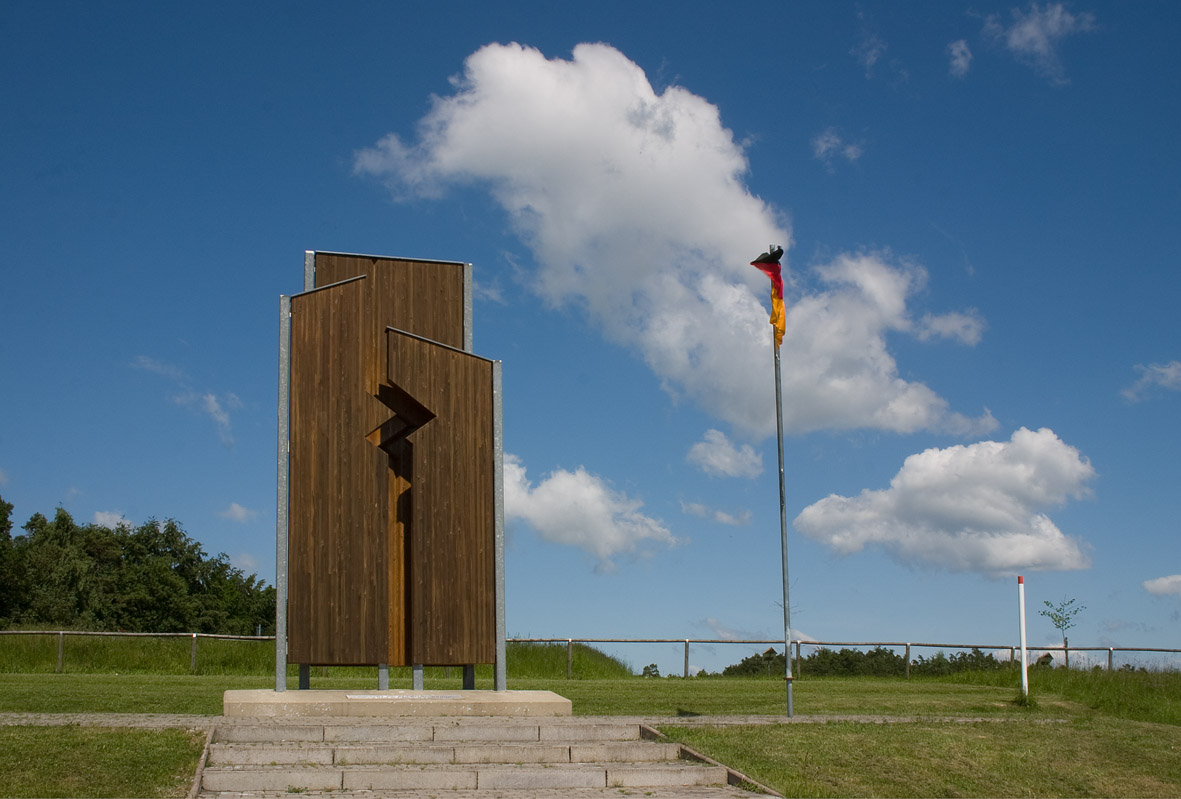
Mahnmal an der ehemaligen Innerdeutschen Grenze bei Point Alpha: „Den Opfern der deutschen Teilung. Den Mutigen der friedlichen Revolution von 1989. Den Erbauern der Wiedervereinigung.“

Der Point-Alpha-Preis wird für Verdienste um die Einheit Deutschlands und Europas in Frieden und Freiheit verliehen. Er wird in nicht fest terminierten Abständen vom Kuratorium Deutsche Einheit e. V. vergeben und ist mit einem Preisgeld von 25.000 € dotiert. Der Preis ist nach dem ehemaligen US-Beobachtungsstützpunkt und heutigem Mahnmal Point Alpha an der hessischen innerdeutschen Grenze benannt.

## Kuratorium Deutsche Einheit
Der Kuratorium Deutsche Einheit e. V. mit Sitz in Geisa wurde am 17. Juni 2003 gegründet. Er versteht sich als Verein engagierter Bürger, die sich für die Völkerverständigung einsetzen und zur Förderung und Festigung des freiheitlichen und demokratischen Staatswesens in Deutschland beitragen wollen.
Neben der Preisverleihung unterstützt der gemeinnützige Verein wissenschaftliche Projekte, Publikationen und Veranstaltungen. Dem Kuratorium gehören 13 deutsche Persönlichkeiten an. Präsident ist Christian Hirte, Vizepräsident Knut Kreuch.

## Preisträger
- 2005: Erste Preisträger waren George H. W. Bush, Michail Gorbatschow und Helmut Kohl. Der Preis wurde ihnen am 17. Juni 2005 vor 10.000 Zuschauern am Point Alpha zwischen Geisa (Thüringen) und Rasdorf (Osthessen) übergeben.
- 2008: Am 30. September 2008 wurde der Preis an Václav Havel verliehen, die Preisverleihung wurde wegen seines angegriffenen Gesundheitszustandes nach Prag verlegt.
- 2009: Der Preis wurde an die DDR-Bürgerbewegung von 1989 verliehen. Das Preisgeld in Höhe von 25.000 Euro geht stellvertretend an das Bürgerbüro e. V., ein von Bürgerrechtlern gegründeter Verein zur Aufarbeitung von Folgeschäden der SED-Diktatur. Die Preisverleihung fand am 17. Juni, dem Jahrestag des Volksaufstandes von 1953, statt.[3]
- 2010: Am 17. Juni 2010 erhielt Altbundeskanzler Helmut Schmidt den Preis für seine „Standhaftigkeit beim NATO-Doppelbeschluss und für seine Rolle beim KSZE-Prozess“.[4]
- 2011: Der Preis wurde am 18. Juni 2011 an den ehemaligen spanischen Ministerpräsidenten Felipe González verliehen. Damit werden seine Verdienste um die Einheit Deutschlands und Europas gewürdigt.[5]
- 2013: Lech Wałęsa
- 2014: Miklós Németh
- 2015: Wolfgang Schäuble
- 2016: Richard Schröder
- 2017: Wolf Biermann
- 2019: Jean-Claude Juncker
- 2020: Bernhard Vogel (wegen der COVID-19-Pandemie erst 2021 verliehen)[6]
- 2022: Joachim Gauck
- 2023: Paneuropa-Union, entgegengenommen von deren Präsident Alain Terrenoire.[7]
- 2024: Dalia Grybauskaitė[8]